# Ольховский сельсовет (Тамбовская область)
Ольховский сельсовет — сельское поселение в Сосновском районе Тамбовской области Российской Федерации.
Административный центр — село Ольхи.

## История
Статус и границы сельского поселения установлены Законом Тамбовской области от 17 сентября 2004 года № 232-З «Об установлении границ и определении места нахождения представительных органов муниципальных образований в Тамбовской области».

## Население
| 2010 | 2012 | 2013 | 2014 | 2015 | 2016 | 2017 |
| ---- | ---- | ---- | ---- | ---- | ---- | ---- |
| 625  | ↘606 | ↘587 | ↘553 | ↘532 | ↘517 | ↘503 |
| 2018 | 2019 | 2020 | 2021 |      |      |      |
| ↘493 | ↘481 | ↘456 | ↗470 |      |      |      |

## Состав сельского поселения
| № | Населённый пункт | Тип населённого пункта       | Население |
| - | ---------------- | ---------------------------- | --------- |
| 1 | Гавриловка       | деревня                      | 54        |
| 2 | Карели           | посёлок                      | 51        |
| 3 | Ольхи            | село, административный центр | 487       |
| 4 | Покровка         | посёлок                      | 6         |
| 5 | Поповка          | посёлок                      | 1         |
| 6 | Ушаковка         | посёлок                      | 26        |